# Pokarekare Ana
"Pokarekare Ana" är en nyzeeländsk kärleksballad komponerad av en grupp maoriska soldater någon gång mellan 1913 och 1914, i väntan på att bli utkallade till första världskriget. Sången komponerades i 3/4-takt, men skrevs om till 4/4 av den maoriske sångskrivaren P.H. Tomoana år 1917 och växte då i popularitet.
Det finns olika teorier om varifrån sången har sitt ursprung. Paul Ward, som 2006 skrev en dokumentär åt tv-kanalen Television New Zealand om nybyggare från Dalmatien i Puhoi, Northland, hävdar att flera personer han intervjuat påstår att "Pokarekare Ana" härstammar från en folksång från Dalmatien.
"Pokarekare Ana" finns idag översatt till flera språk världen över. I Korea blev sången populär under Koreakriget, då barnen lärde sig den av nyzeeländska armén. På koreanska heter sången "yeon-ga".

## Andra översättningar och övrigt
- En homofon översättning gjordes 2007 av Ghil'ad Zuckermann på hebreiska.[3]
- Sissel Kyrkjebø skrev 1996 en norsk översättning av sången.[4]
- Melodin till "Pokarekare Ana" användes till en irländsk hymn till Jungfru Maria under 1970-talet.[2]